# Козырев, Натан Ефремович
Натан Ефремович Козырев (22 января 1929, Житомир, Киевская область, Украинская ССР, СССР — 5 октября 1994, Екатеринбург, Россия) — советский и российский скрипач и педагог.

## Биография
Родился 22 января 1929 года в Житомире в семье Фроима (Франца) Нутовича Козырева (1892—1967) и Дарьи Агеевны Козыревой (1895—?).
В годы Великой Отечественной войны вместе с родителями эвакуирован в Палласовку.
Окончил Киевскую консерваторию. Выступал в составе Уральского симфонического оркестра, педагог Свердловского музыкального училища им. П. И. Чайковского, заслуженный работник культуры РФ. По словам Эдуарда Грача,

это преподаватель из той плеяды музыкантов, которые сформировали советскую исполнительскую школу. <…> Прекрасные традиции киевской скрипичной школы, которые он использовал в своей педагогической работе, повлияли на развитие скрипичной школы на Урале.

Скончался 5 октября 1994 года в Екатеринбурге. Похоронен на Северном кладбище.
В 2009 году в Екатеринбурге прошёл Международный фестиваль Уральской скрипичной школы памяти Натана Ефремовича Козырева.

## Семья
- Жена — Лия Ефимовна Козырева (урождённая Ашкинадзе, 1934—2015), режиссёр документальных и научно-популярных фильмов.
  - Сын — Михаил Козырев, российский журналист, музыкальный критик, продюсер.